# ゼノンのパラドックス
ゼノンのパラドックスとは、エレア派のゼノンの議論で、特にパルメニデスを擁護してなされたいくつかの論駁を指す。多・場所・運動・粟粒等の論があったと伝えられているが、本人の書は失われ、断片が残るだけである。アリストテレスが『自然学』の中で、ゼノンに対する反論として引用した議論が、比較的詳しいものであり、重要なものとして取り上げられてきた。そのなかで運動のパラドックスと呼ばれるものは、運動があるとするとこのような不合理が帰結すると論じられた。シンプリキウスがアリストテレスを注釈しつつ他の議論に触れているものおよびその他の断片から、多（多数性plurality）の議論もいくつか残った。

## 多のパラドックス
プラトンは、対話編でゼノンに次のように語らせている。

そこでわたしのこの書物は、それら存在の多を主張する人たちに対する反論の形をとることになる。そしてかれらにも同じ難点、いや、もっと多くの難点があることを返礼として指摘してやるのです。つまりかれらの考え方の前提となっている、もしも存在が多ならばということは、これにひとが充分な検討を加えるなら、存在を一であるとする前提（仮定）よりも、もっとおかしな事を許容しなければならなくなるだろう、ということを明らかにするのがこの書物のねらいなのです。

以下は、多とその他の論考を、断片などから再現しパラドックス風に整形したものである。
似て、かつ似ていない
存在が多であれば、果然それは似ていて似ていないということにならなければならない。しかしそれは不可能である。
なぜなら、と続けるプラトンは、この説が受け入れられると「存在の多」が否定されると確認する。次いで、この説の前提を自説のイデアの分有論によって否定、と議論を続ける。そこには、ゼノンの立論そのものの解説はない。
大であり、かつ小である
もし多くの事物があるならば、それらは小さく、かつ大きくなければならない、サイズがないほど小さく、制限されないほど大きく。
限定され、かつ無限定である
もし多くの事物があるならば、それらはちょうどあるだけあるものでなければならない、多くでもなく少なくでもなく。すなわち限界がある。ところが、事物の間には別の事物がなければならない。すべての事物についてそうなのだから、限界はない。

### その他
粟粒
粟（黍とも訳される）の一粒とその1万分の1の粒は落ちるとき音はしない。しかし、1万粒の粟の塊は落ちると音がする。そうであるなら、1万分の1の粒の1万倍である一粒も音がしなければならない。
場所の場所
存在する物は、すべてある場所にある。それ故場所は存在する。そうであるなら、場所の場所も存在しなければならない。場所の場所の場所と、限界がない、故に場所は存在し得ない。
アリストテレスは「場所は、それのうちにあるものの質料でもなく形相でもなく、そのどちらとも異なるものであろう」として、5章にわたって反論し、場所とは何かを論じている。

## 運動のパラドックス
アリストテレスが、自らの運動論の展開に利用し、かつ対質しつつ伝えるゼノンの四つ議論は、それぞれが、後世いろいろの解釈のもと論ぜられてきた。二分法（dichotomy）は、race courseなどとも呼ばれるが、アリストテレスはもっとも力を入れ、繰り返し論じている。「アキレスと亀」は、もっとも遅い者の代表として、ウサギとカメのイソップ寓話の連想から古くから亀の名が登場している。

### 二分法
「まず第一の議論は、移動するものは、目的点へ達するよりも前に、その半分の点に達しなければならないがゆえに、運動しない、という論点にかんするものである」。この文は二通りに解釈しうる。

#### 前進型解釈
目的点の半分の点にまで到着したとしてもさらに残りの半分の半分にも、到着しなければならない。さらにその残りの半分にも同様、と到着すべき地点が限りなく前に続く故に到着しない。だから運動はない、と見る解釈。

#### 後進型解釈
目的点の半分の点まで到着するには、その前の半分の半分に着いていなければならない。さらにその前の半分にも同様、と限りなく先に着いているべき点があり、一歩も進み出得ない。だから運動はない、と見る解釈。
古代から後退型の解釈が優勢であったが、アリストテレスは、これはアキレスと亀と同じ論法であると述べていることからも、前進型と解していたと見られる。

### アキレスと亀
走ることの最も遅いものですら最も速いものによって決して追い着かれないであろう。なぜなら、追うものは、追い着く以前に、逃げるものが走りはじめた点に着かなければならず、したがって、より遅いものは常にいくらかずつ先んじていなければならないからである、という議論である。

あるところにアキレスと亀がいて、2人は徒競走をすることとなった。しかしアキレスの方が足が速いのは明らかなので亀がハンディキャップをもらって、いくらか進んだ地点（地点Aとする）からスタートすることとなった。
スタート後、アキレスが地点Aに達した時には、亀はアキレスがそこに達するまでの時間分だけ先に進んでいる（地点B）。アキレスが今度は地点Bに達したときには、亀はまたその時間分だけ先へ進む（地点C）。同様にアキレスが地点Cの時には、亀はさらにその先にいることになる。この考えはいくらでも続けることができ、結果、いつまでたってもアキレスは亀に追いつけない。
ゼノンのパラドックスの中でも最もよく知られたものの一つであり、多数の文献は彼の手に帰しているが、ディオゲネス・ラエルティオスが引くパボリノスの説によれば、この議論を創始したのはパルメニデスであるという。
その議論やキャラクターの面白さから、アキレスと亀という組み合わせは、この論自体とともに多くの作家に引用された。たとえば、ルイス・キャロルの『亀がアキレスに言ったこと』や、ダグラス・ホフスタッターの啓蒙書『ゲーデル、エッシャー、バッハ』に主役として登場する。

### 飛んでいる矢は止まっている
もしどんなものもそれ自身と等しいものに対応しているときには常に静止しており、移動するものは今において常にそれ自身と等しいものに対応しているならば、移動する矢は動かない、とかれは言うのである。

アリストテレスは続けて、「この議論は、時間が今から成ると仮定することから生ずる」と述べている。この言から、ゼノンも「時間が瞬間より成る」を前提としていると解される。瞬間においては矢は静止している。どの瞬間においてもそうである。という事は位置を変える瞬間はないのだから、矢は位置を変えることはなく、そこに静止したままである。ゼノンの意が単純にこうであったのかは確定的な事ではない。

### 競技場
第四の議論としてアリストテレスの伝えるところは、先の三つとは異なり、ゼノンの論として不明確なところがあって、解釈が分かれる。

#### アリストテレスによる説明
第四の議論は、競走場において、一列の等しい物塊の傍を、反対方向に、一方は競走場の終点から、他方はその折返し点から、等しい速さで運動する二列の等しい物塊にかんするものである。この議論では、ゼノンは、半分の時間がその二倍の時間に等しいという結論になると思っている。ところで、この論過は、等しい大きさのものが自分と等しい大きさのものの傍を等しい速さで移動するさいには、後者が運動していても、静止していても、要する時間は等しいと考えているところにある。しかし、これは偽りである。

「例えば」として、アリストテレスが以下に続ける文章は、解釈を加えたうえで、補わなければ意味が通らない。「列ΑΑ」と2物塊（あるいは線分）で説明されているが、ここでは3ブロックに変え、事態を表す。
第一図 Ａ：競技場、Ｂ：右方向へ移動するブロック列ＲＱＰ、Γ：左方向へ移動するブロック列ＸＹＺとして、初期状態は、ΒとΓの先頭ＰとＸがΑの中間ブロックに並ぶ。
```
Ａ：　▲▲▲
Ｂ：ＲＱＰ
Γ：　　ＸＹＺ

```

第二図 B、Γそれぞれが移動を開始し、次のように、Βの先頭ＰがＡの右端に、Γの先頭ＸがΑの左端に並んだとする。
```
Ａ：　▲▲▲
Ｂ：　ＲＱＰ
Γ：　ＸＹＺ

```

このとき、Ｂ、Γそれぞれは、Ａに対しては1ブロック分しか移動していないが、互いには2ブロック分移動している。この事態をゼノンは次のように説明している、とアリストテレスは言う。
ΓはＢの傍らを2ブロック分移動したのに対し、ＢはＡの傍らを1ブロック分しか移動していない。したがって、Ｂの要した時間は、Γの半分である。しかるに、ＢとΓは共にＡの終端に達しているのだから、Ｂの要した時間は、Γの要した時間に等しいはずである。すなわち、半分の時間はその二倍の時間に等しい、ということになる。

#### 諸種の解釈
アリストテレスは、図式的に示すことで、相対的には倍速になることは自明であるとしている。では、ゼノンは相対速度を知らなかったのか。どう見るかで、解釈は分かれる。
- （1）アリストテレスの言そのままに、相対的な速度を知らず、一事象に二つの時間がある矛盾、との説をゼノンのものであると解する。あるいは、その説は、時間を等しいとするならば、ＢがＡの傍らを通過する距離が、ＢがΓの傍らを通過する距離に等しい、すなわち距離1＝距離2という矛盾になる、とも受け止めうる。
- （2）アリストテレスは伝えていないが、2分割と同様の議論を含めていたとの見方もある[16]。

以上とは異なり、原子論的見解に対する論難であるとする解釈も多くなされる。ゼノンが上記の説明図を基に論じたとして、時間・空間が不可分割な単位を持つとする見解は、次の様なパラドックスをもたらす、と解する。
- （3）1ブロック分の移動に1最小単位時間を要するとするなら、Ｂは、Ａに対し1単位時間、Γに対し2単位時間を要することになり、1単位時間＝2単位時間という矛盾である。あるいは、時間を等しいとすると、Ａに対する距離（ブロック数1）とΓに対する距離（ブロック数2）とが等しいことになる。

上図に現れない次の第三図のケースを問題としていたとする解釈もある。下図の位置に関して、論理的には二種の解釈がありうる。
- （4）時間が、不可分な最小単位時間から成るとし、第一図から第二図へが1最小単位時間の移動であるとするなら、第三図に於ける
  - ＰとＹあるいはＱとＸが並ぶ瞬間▽は存在しない、ということになる（相対運動に於ける時間の不連続性を容認）。
  - あるいは、在るとするなら、最小単位時間に挟まれる瞬間▽がなければならず、不可分の最小単位時間と矛盾する。
- （5）距離（延長）が、不可分な最小単位から成るとし、第一図から第二図へが1最小単位距離の移動であるとするなら、第三図に於ける
  - ＰとＹあるいはＱとＸが並ぶ地点▽が存在しない、ということになる（相対運動に於ける空間の不連続性を容認）。
  - あるいは、在るとするなら、分割点▽が存在しなければならず、不可分な最小単位距離と矛盾する。

第三図 Αの3ブロック▲の間▽に、ＢのブロックＱとΓのブロックＸが並ぶ、あるいはＢのブロックＰとΓのブロックＹが並ぶ
Ａ： ▲▽▲▽▲ 
Ｂ：Ｒ Ｑ Ｐ
Γ： Ｘ Ｙ Ｚ

## 運動のパラドックスの数学的解説
ゼノンの指摘は運動を位置関係で捉えているが、後世の数学はそれらを時間と距離との関係として捉え返す。以下は、1次元実数空間上の運動であると仮定する。

### 二分法
異なる二点に中点が存在することだけで、目的点に着かないと論ぜられている。数学的にみるなら、運動としての条件が不足している。加えられる仮定によっていくつかの事例が生まれ得る。
前進型解釈
時間項を入れ、運動速度を勘案すると、二種類の事例がみられる。
- 目的点に着かない例、減速運動で、半分の点に着くと速度も半分になるとする。次の半分の半分の点に着くとさらに速度も半分と、次々と減速していく運動であるとする。各々の過程は直前の半分の距離を半分の速度で運動するのだから、各過程の経過時間は同一になる。したがってその積算は、無限大に発散する。よって、決して静止しないにも拘わらず、到着には無限の時間が必要となる。

アリストテレスは、「有限な線距離を無限な時間において運動することは不可能である、」と断定しており、この事例には考えが及ばず、それはアキレスの件の考察にも関わる。
- 目的点に着く例、運動が等速度とするならば、半分、さらに残りの半分の半分と進行していく各過程の経過時間の積算は、コーシー列となる。よって積算は上限を持ち、到着すると言いうる。

### アキレスと亀
二つの条件（亀がアキレスの前からスタートする、亀はアキレスより遅い）の下において、追付くか否かが問題とされている。純粋に数学的に見れば、この条件下では、それは定まらない。ゼノン式に捉えたとしてもそれは同じである。従って、ゼノンの誤りは、何れとも決せられないことであるのに、一方を断じていることである。そのことは、アリストテレスを始めとする、ゼノン式の捉え方そのものが問題を孕むのだとする論議は、追付かないケースもある事を見ていない限りにおいて、何処かに問題を孕んでいる可能性があることを示唆している。
- 追付かない事例は、亀がアキレスより遅い事を維持しつつ、両者の速度差が急速に縮まる設定にすれば、亀に追いつくまでのゼノン式捉え方での時間の積算が発散する事例を作ることが出来る。この事例は、古代ギリシャ時代の数学では困難であったかも知れない。
- 追付く事例も無数に作りうる。例えば、両者がそれぞれ等速度で動くと仮定すると、亀に追いつくまでの時間のゼノン式捉え方での各過程の経過時間の積算はコーシー列となる。よって上限を持ち、追付くと言いうる。この仮定の下での計算例を、以下参考に示す。

アキレスの走行速度を v m/s、亀の歩行速度を rv m/s とし、亀はアキレスより L m 前方にいるとする。亀の歩行速度はアキレスの走行速度よりも小さいので、0 < r < 1 である。両者が同時にスタートして、アキレスが亀の出発点まで到達する時間は (L/v) s である。その時亀はアキレスより rv × L/v = rL m 前方にいる。そしてアキレスがその位置まで到達するのはさらに (rL/v) s 後であり、その時亀はさらに r2L m 前方にいる。以下同様にそれを繰り返していくと、アキレスが亀の位置まで到達する時間の合計は
{\displaystyle {\frac {L}{v}}+r^{1}{\frac {L}{v}}+r^{2}{\frac {L}{v}}+r^{3}{\frac {L}{v}}+\cdots }
となる。つまり、項が無限に続き、「常にいくらかずつ先んじて」いるかに見える。
これは初項 L/v, 公比 r の等比数列で、n + 1 項までの部分和（＝各経過時間の積算）は
{\displaystyle {\frac {L}{v}}+r^{1}{\frac {L}{v}}+r^{2}{\frac {L}{v}}+r^{3}{\frac {L}{v}}+\dotsb +r^{n}{\frac {L}{v}}={\frac {1-r^{n+1}}{1-r}}{\frac {L}{v}}}
となる。ここで n → ∞ とすると、0 < r < 1 であるので、rn+1 → 0 となる。つまり無限級数
{\displaystyle {\frac {L}{v}}+r^{1}{\frac {L}{v}}+r^{2}{\frac {L}{v}}+r^{3}{\frac {L}{v}}+\cdots }
の和は {\displaystyle {\frac {1}{1-r}}{\frac {L}{v}}} （＝各経過時間の積算の上限）となる。このように級数の収束の問題に還元される。
なお、最後の計算結果は、「アキレスが t 秒後に追いつく」として立てられる1次方程式
{\displaystyle vt=L+rvt}
の解と一致している。

### 飛んでいる矢は止まっている
アリストテレスは、時間が「不可分割的な今から成るのではない」としてゼノンを否定する一方、「今においては運動も静止もありえない」として、疑似的な論議と見ている風もある。数学的に見れば、瞬間においては運動も静止もないと見ることも可能であるが、同時に、運動方程式は瞬間における速度を示し得るのであって、言葉の定義の問題に過ぎない。しかし、前者の否定は成り立たない。時間が瞬間より成るとしても、運動は否定され得ない。時間が連続体であれば、時間が瞬間＝点よりなり、矢が瞬間＝点においては静止しているとしたとしても、動くことは出来る。近代解析学においては、ゼノンの結論は否定されるが、アリストテレスの論議も否定される。

## 哲学的解釈
ゼノンの議論は、プラトンが伝えるように、当時から哲学者たちに注目されて来た。いかなる価値があると見るかは別として、歴史上そうそうたる顔ぶれによって取り上げられ、論じてられて来た。どの議論を取り上げるか、またそれが何を論じていると見るかなど、解釈の違い、関心の持ち方はさまざまではあったが、特に運動のパラドックスは、多様な論議が古代から現在まで続いている。

### アリストテレス
アリストテレスは著書でゼノンの議論をいくつか取り上げているが、後世もっともよく論じられたのは運動のパラドックスに関するものである。アリストテレスは、運動の否定という結論は退けるが、連続に関わって、運動は時空間が無限分割可能であるとして捉えうるとの論証を支える一つとして、ゼノンの議論を持ち出している。すなわち、否定されるのは運動ではない。パラドックス（飛ぶ矢）の成立は、不可分割的な長さ・時間という前提がある故であるから、その前提が否定される、としている。しかし、分割が無限に可能ならば、無限の問題を解かなければならない。彼は、

ゼノンの議論も、有限な時間において、無限なものども〔点〕を通過することができない、あるいは、無限なものどもと一つ一つ接触することができないという誤った仮定に立っているのである。…有限な時間においては、…分割にかんして無限なものどもと接触することはできる。

と言い、無限分割される空間には無限分割される時間が対応する、とする。つづけて彼は、有限なものには有限な時間で通過できるとの論証を試みている。彼は、それに留まらず、さらに別の観点で、

人々は、或る距離の「全距離を通過したとすれば、無限な数を数えおえたことになるだろうが、これが不可能なことは広く承認されているところである、と考えるのである。」

と言い、これに答えて言う。一つの線分が二分割の集積として完全現実的にあるとする者は、分割点を始点と終点と二つに数えて、「運動を連続的ではないものとし、停止させることになるだろう。」

それゆえ、時間においてにせよ、長さ〔距離〕においてにせよ、無限なものどもを通過することができるかどうかを質問する人にたいしては、或る意味ではできるが、他の意味ではできないと答えるべきである。すなわち、無限なものどもが完全現実的にあるとすれば、それらを通過することは出来ないが、可能的にあるとすれば、通過することが出来る。というのは、連続的に運動する人は、付帯的な意味で無限なものどもを通過し終えたのであって、無条件的な意味で通過し終えたのではないからである。というのは、半分なものどもが無限にあるということは、線にとっては、付帯的なことに過ぎず、その実体すなわちそのあり方は、それとは異なっているからである。

と、論じている。ただし、これは、ゼノンへの回答としての閉じたものではなく、

以上述べた議論や何かそれに類した議論は、直線運動は連続的ではなく円運動のみが連続的でありうるというここでの論点を人が確信するための適切な議論であると言えよう。

としている。

### 近代まで
- レオナルド・ダ・ヴィンチは、「点とはありうるかぎりのものよりさらに小さいものであり、線はその点の運動によって作られる。線の極限は点である。次に面は線の運動から生れ、そしてその極限は線である。立体は(面積の)運動によって作られる。(そしてその極限は面である)（「手記」）」と語っている。
- スピノザは「持続が瞬間から成るとの主張は、悟性によって把握される不可分な無限の量、表象能力によって把握される可分的な有限の量の両者が区別されないことに基づく」と指摘している。
- ヘーゲルはゼノンの議論を認めた上で、そこから帰結するのは、運動が存在しないということでなく、運動は定有する矛盾である[26]ということであるとしている。

### バートランド・ラッセル
数学上の問題が一段落したのち、新たな見解がいくつか提案された。その一人、ラッセルは、

したがって、ゼノンの議論は空間と時間とが点と瞬間で構成されているという見解に向けられているのであって、空間と時間の有限のひろがりは、有限の数の点と瞬間からなっているという意見に対する反論と同じように、ゼノンの論証は詭弁ではなく、まったく正しいのである、と私たちは結論することが出来る。

と言う。そして、逃れる道は、

（1）空間と時間は点と瞬間で構成されているが、有限の空間的あるいは時間的区間に含まれる点や瞬間の数は無限であると主張するか、（2）空間と時間が点と瞬間で構成されていることを否定するか、（3）空間と時間の実在性を全面的に否定するか、といういずれかの方法に依らなければならない。

ラッセルは（1）の見地から、歴史上のゼノンが考えていたかはさておいて、たとえばと、アキレスと亀を再解釈し、

時間の系列から見ると、アキレスと亀は1対1に対応する。もしアキレスが亀に追いついたなら、亀の通過した場所とアキレスの場所が1対1に対応する。すなわち異なる距離が1対1に対応するということになる。

このパラドックスは、集合論に於ける無限の定義によって、初めて厳密に解消された、と。ただしここでラッセルの言う無限とは、基数としてであって、単なる「限りが無いこと」ではない。飛ぶ矢については、

私たちは、矢が飛んでいる時には次の瞬間に矢が占める次の位置があるという想定を避けることは難しいと考えるのであるが、実際は、次の位置も次の瞬間も存在しないのである。

ゼノンの指摘の通り、矢はある時刻にある位置にいる。だからといって動かないのではなく、「運動とは、時間と場所とに相関があって、異なった時点において異なった位置を占めること」に過ぎない、とラッセルは言う。

### アンリ・ベルクソン
ラッセルの言う（2）の見地から論じた者としては、ベルクソンが第一に挙げられる。
『物質と記憶』第四章にて、ゼノンの間違いは、動体が描いた軌跡によって表される線分及びそこから切り出されうる無限の点の性質でしかない不動性を、動体自体の性質に割り当ててしまうことにあるという。その線分はたしかに流れ「終わった」持続を表しはするものの、流れ「つつある」持続や流れ「ている」持続の性質はもはや表さないものである。

### ギルバート・ライル
ライルは、「アキレスと亀」に関して、追いつく事例においてゼノンの論が如何にして追いつかない様に見せているかを論じ、一つの解決を示した、とする。ケーキカットを例にとって、彼は説明する。常に一切れ残るように切れという指示であれば、キリがないと見えるが、それは残り一切れを足すとケーキ全体ができあがる点を見逃している。ゼノンの議論からすると、アキレスは亀との相対速度を知らず、常に前に居ると思わされている。「私たちはアキレスの眼を通してレースを見るように誘導されることによって、その知識〔ゴールまでの一部が残るだけであること〕を冷凍冷蔵庫に入れるように仕向けられたのである。」ゼノンの言う決して追いつかないと、数列の和が決して収束値に達しないとはまったく異なった意味である。

### 大森荘蔵
大森は、「運動の時間的連続性がある限りゼノンの論法を避けることはできない。」と論じ、続けて、「点運動とは矛盾を含んでいる」、「幾何図形の運動とは矛盾概念なのである。」とする。従って、点運動にもとづくゼノンの論法は、この矛盾として解消される。物理学・工学がこの矛盾から逃れているのは、それらが運動をではなく、静止図を扱っている限りであるに過ぎない、と言う。その点運動の逆理とは、点Ｘが動くということは、同一の点Ｘが始めは点Ａと同一で、終わりには点Ｂと同一である、と言うことである。この逆理は、点時刻概念によってもたらされる。それは、線形時間の刻み目として考えられたもので、経験的実用時間の「基準となるように考えられた理論的時間なのである。」「一言で言えば、この理論的時間は基本的自然法則を成り立たせるように思考された時間である。...それ故に科学理論の中では飛ぶ矢の逆理は生きているはずである。」「科学に飛ぶ矢の逆理から激しい症状が起きる可能性は常にある。」と言う。

### スーパータスク論
級数による「解決」あるいはラッセルの言う無限数の導入によるという数学的な捉え方に対して、いくつかの疑問が提出される。マックス・ブラック等は、スーパータスク・無限作業の問題を提出する。トムソンのランプなど、無限の作業が完了したとすると説明の付かない事態が出来する。二分法に於いて、前進型で目的点に到着するケースにあたる無限数列Ｚ=｛0，1/2，3/4，7/8，...｝は、上限が1である。Ｚの各数に順にオンオフを対応させるとすると、上限1において到着するというならば、その時それはオンなのかオフなのか。どちらでもあり得ない、とジェームズ・F・トムソンは言う。この例が、スーパータスクの自己矛盾性を証明しているか否かは、見解が分かれる。
- ポール・ベナセラフは、スーパータスク自己矛盾論者を、現代のエレア派と名付ける。「無限作業の完了」が、何を指しているかというところに難点があるとする。無限数列Ｚの各項に規定された関係が、上限においても規定されるとは論理的には言えない。従って、自己矛盾であるとの証明はなされていないと、彼はスーパータスク論を批判する。[36]
- 野矢茂樹は、「時間・空間はそれ自身が語られる対象ではなく、何ごとかを語り出す形式にほかならない。」と言い、「点的な語り方では運動は語れない」とする一方、この無限作業の不可能性から次のように結論する。ゼノンが要求するのは、運動の記述として不可能なものであり、運動そのものは別様の表現が可能なのである。ゼノンの議論に従うなら、つまり無限分割の語りに従うならば、自然数を数え尽くすか、あるいは追い抜けないことになるかのどちらか、と見えるのは、その語り方の欠陥であるに過ぎない。「それはいささかも運動の不可能性を証明しはしないのである。」「運動と運動の語りを区別する観点」から、運動に対するゼノン式の記述の不可能性が示されたことを以て「アキレスと亀」はケリが付いた、[37]と。青山拓央は、しかし、野矢やライルは追いつくケースしか見ていない。言わば論点先取の議論である、[38]と評する。

### 経験・観測の問題として
- ウィリアム・ジェームズは言う。「ゼノンやカントの論理的矛盾は、定義によって、無限な項の系列が終点に到達しうるまでのあいだ継続的に数えられねばならない場合には常に真理である。」「ラッセルの説は真の困難をたくみにそらしているように思われる。」ラッセルは競争が終わったところから問題を見ているが、真の困難は「通過せねばならない間隔が永久に再生産され続けて進路を阻んでいる場合に、目標点に到達すること」に他ならない。連続量の持つ無限という問題を避ける手っ取り早い方法は、そうした概念を捨てること。「現実の変化の過程を連続的過程として扱うのでなく、有限な、無限小ではない段階によって起こるものとして扱えばよい。[39]」
- 中村秀吉は、ジェームズに同意し、「自然はある意味で、無限の分割を嫌う。」「われわれは『自然は飛躍せず』のモットーを運動に具体化することによって、無限の操作を現実に必要とするような事態を経験的世界から放逐することができる。こうしてゼノンの分割とアキレスと亀のパラドックスは成立しなくなるのである。」というのも、無限数列Ｚの各項にオンオフを対応させる無限に振動する連続関数はある。しかしそれは、上限において連続であっても、導関数は上限において連続にならず、実在の運動ではないと言える。[40]
- 無限小量によって運動を捉えることができると、ウィリアム・マクローリン（英語版）とミラー（Sylvia L. Miller）は言う。時空間を、超準解析の定式化の一種である内的集合論（英語版）の中でモデル化することで、ゼノンの論駁から逃れる運動論を展開できる、とする。認識論的原理として次のものが置かれる[41]：

1. 物体が位置することのできる時空間の各点は実数値の座標によって記述される。ただし、我々は内的集合論の中でモデル化しているから、実数の中には無限小や無限大といった超準的な実数も含まれている。
2. 物体が超準的な座標を持つ点に位置するとき、その対象の位置は確証できない。例えば、物体が零でない無限小の空間座標を持つ位置にあるとき、その物体は空間座標 0 の点に位置すると我々は誤解するかもしれない。
3. 物体の運動は区別可能な2点に位置することによって確証される。例えば、物体の空間座標が（異なる時点に於いて） 0 から正の無限小に変化するとしても、その物体が運動していることは確証されない。しかし、0 から 1/2 に変化するならば、その物体が運動していると確証できる。

この原則に基づけば、「私たちが観察できない状況に対しては説明する責任がない」、「チェックポイントの列の外にある微小世界での運動に関する仮説が成り立つ余地があり、...運動という考えを追放する理由はない。」と主張する。山川偉也は、しかし、このような議論では、「ゼノンを論駁できないと思います」と評する。
- ゼノンの議論が提起する問題を、論理的・数学的なものと限定せず、物理的・実在的過程の問題でもあるとして、あるいは多のパラドックスと関係づけて、意味のあるものとして捉えようとする論考は、他にもいくつか提出されている。アドルフ・グリュンバウム（英語版）[44]、とかウェスリー・サモン（英語版）[45]らを挙げることができる。

## その他
量子力学において、ある確率で放射性崩壊を起こすはずの不安定な原子核が、完全に連続した観測の下では崩壊を起こさないことを（ゼノンの議論と直接の関係はないものの）量子ゼノンパラドックスと呼んでいる。また、実際に、非常に短いスパンで観測を行うと、原子核が本来予測されるよりも低い確率で崩壊することが実験で確かめられている。これは量子ゼノン効果と呼ばれる。